# Élections législatives de 1877 dans l'Isère
Les élections législatives de 1877 ont eu lieu le14 octobre 1877.

## Députés élus
|   | Circonscription   | Député sortant            |  | Groupe parlementaire | Député élu                |  | Groupe parlementaire |
| - | ----------------- | ------------------------- |  | -------------------- | ------------------------- |  | -------------------- |
| 1 | Grenoble 1e       | Ambroise Bravet           |  | Centre gauche        | Ambroise Bravet           |  | Centre gauche        |
| 2 | Grenoble 2e       | Adolphe Anthoard          |  | Centre gauche        | Adolphe Anthoard          |  | Centre gauche        |
| 3 | Grenoble 3e       | Paul Breton               |  | Gauche républicaine  | Paul Breton               |  | Gauche républicaine  |
| 4 | Saint-Marcellin   | Louis Riondel             |  | Gauche républicaine  | Louis Riondel             |  | Gauche républicaine  |
| 5 | La Tour du Pin 1e | Ferdinand Reymond         |  | Gauche républicaine  | Ferdinand Reymond         |  | Gauche républicaine  |
| 6 | La Tour du Pin 2e | Joseph Marion de Faverges |  | Union républicaine   | Joseph Marion de Faverges |  | Union républicaine   |
| 7 | Vienne 1e         | Étienne Buyat             |  | Gauche républicaine  | Étienne Buyat             |  | Union républicaine   |
| 8 | Vienne 2e         | Jean Couturier            |  | Gauche républicaine  | Jean Couturier            |  | Gauche républicaine  |

## Résultats à l'échelle du département
| Partis         | Partis              | Premier tour | Premier tour | Sièges |
| Partis         | Partis              | Voix         | %            | Sièges |
| -------------- | ------------------- | ------------ | ------------ | ------ |
|                | Gauche républicaine | 48 192       | 37,10        | 4      |
|                | Centre gauche       | 26 046       | 20,05        | 2      |
|                | Union républicaine  | 22 710       | 17,48        | 2      |
|                | Légitimistes        | 20 773       | 15,99        | 0      |
|                | Constitutionnels    | 8 222        | 6,33         | 0      |
|                | Bonapartistes       | 3 877        | 2,98         | 0      |
|                | Divers              | 73           | 0,06         | 0      |
|                |                     |              |              |        |
| Inscrits       | Inscrits            | 160 763      | 100,00       | 8      |
| Votants        | Votants             | 130 265      | 81,03        |        |
| Abstentions    | Abstentions         | 30 498       | 18,97        |        |
| Blancs et nuls | Blancs et nuls      | 372          | 0,29         |        |
| Exprimés       | Exprimés            | 129 893      | 99,71        |        |

## Résultats par arrondissement

### Arrondissement de Grenoble

#### 1recirconscription
| Candidat       | Candidat                 | Étiquette,     | Premier tour | Premier tour |
| Candidat       | Candidat                 | Étiquette,     | Voix         | %            |
| -------------- | ------------------------ | -------------- | ------------ | ------------ |
|                | Ambroise Bravet          | Centre gauche  | 11 691       | 72,55        |
|                | Théodore Eugène Gaillard | Légitimiste    | 4 390        | 27,24        |
|                | Divers                   |                | 33           | 0,20         |
|                |                          |                |              |              |
| Inscrits       | Inscrits                 | Inscrits       | 19 994       | 100,00       |
| Votants        | Votants                  | Votants        | 16 128       | 80,66        |
| Abstention     | Abstention               | Abstention     | 3 866        | 19,34        |
| Blancs et nuls | Blancs et nuls           | Blancs et nuls | 14           | 0,09         |
| Exprimés       | Exprimés                 | Exprimés       | 16 114       | 99,91        |

#### 2ecirconscription
| Candidat       | Candidat         | Étiquette,      | Premier tour | Premier tour |
| Candidat       | Candidat         | Étiquette,      | Voix         | %            |
| -------------- | ---------------- | --------------- | ------------ | ------------ |
|                | Adolphe Anthoard | Centre gauche   | 14 355       | 81,94        |
|                | Félix Breton     | Constitutionnel | 3 144        | 17,95        |
|                | Divers           |                 | 20           | 0,11         |
|                |                  |                 |              |              |
| Inscrits       | Inscrits         | Inscrits        | 22 372       | 100,00       |
| Votants        | Votants          | Votants         | 17 553       | 78,46        |
| Abstention     | Abstention       | Abstention      | 4 819        | 21,54        |
| Blancs et nuls | Blancs et nuls   | Blancs et nuls  | 34           | 0,19         |
| Exprimés       | Exprimés         | Exprimés        | 17 519       | 99,81        |

#### 3ecirconscription
| Candidat       | Candidat               | Étiquette,          | Premier tour | Premier tour |
| Candidat       | Candidat               | Étiquette,          | Voix         | %            |
| -------------- | ---------------------- | ------------------- | ------------ | ------------ |
|                | Paul Breton            | Gauche républicaine | 10 086       | 72,21        |
|                | Aimé-Louis Champollion | Bonapartiste        | 3 877        | 27,76        |
|                | Divers                 |                     | 5            | 0,04         |
|                |                        |                     |              |              |
| Inscrits       | Inscrits               | Inscrits            | 18 474       | 100,00       |
| Votants        | Votants                | Votants             | 14 004       | 75,80        |
| Abstention     | Abstention             | Abstention          | 4 470        | 24,20        |
| Blancs et nuls | Blancs et nuls         | Blancs et nuls      | 36           | 0,26         |
| Exprimés       | Exprimés               | Exprimés            | 13 968       | 99,72        |

### Arrondissement de Saint-Marcellin
| Candidat       | Candidat       | Étiquette,          | Premier tour | Premier tour |
| Candidat       | Candidat       | Étiquette,          | Voix         | %            |
| -------------- | -------------- | ------------------- | ------------ | ------------ |
|                | Louis Riondel  | Gauche républicaine | 15 336       | 81,19        |
|                | Adolphe Malus  | Légitimiste         | 3 542        | 18,75        |
|                | Divers         |                     | 11           | 0,06         |
|                |                |                     |              |              |
| Inscrits       | Inscrits       | Inscrits            | 22 683       | 100,00       |
| Votants        | Votants        | Votants             | 18 930       | 83,45        |
| Abstention     | Abstention     | Abstention          | 3 753        | 16,55        |
| Blancs et nuls | Blancs et nuls | Blancs et nuls      | 41           | 0,22         |
| Exprimés       | Exprimés       | Exprimés            | 18 889       | 99,78        |

### Arrondissement de La Tour du Pin

#### 1recirconscription
| Candidat       | Candidat          | Étiquette,          | Premier tour | Premier tour |
| Candidat       | Candidat          | Étiquette,          | Voix         | %            |
| -------------- | ----------------- | ------------------- | ------------ | ------------ |
|                | Ferdinand Reymond | Gauche républicaine | 12 142       | 78,78        |
|                | Wilfrid de Virieu | Légitimiste         | 3 271        | 21,22        |
|                |                   |                     |              |              |
| Inscrits       | Inscrits          | Inscrits            | 18 072       | 100,00       |
| Votants        | Votants           | Votants             | 15 465       | 85,57        |
| Abstention     | Abstention        | Abstention          | 2 607        | 14,43        |
| Blancs et nuls | Blancs et nuls    | Blancs et nuls      | 52           | 0,34         |
| Exprimés       | Exprimés          | Exprimés            | 15 413       | 99,66        |

#### 2ecirconscription
| Candidat       | Candidat                  | Étiquette,         | Premier tour | Premier tour |
| Candidat       | Candidat                  | Étiquette,         | Voix         | %            |
| -------------- | ------------------------- | ------------------ | ------------ | ------------ |
|                | Joseph Marion de Faverges | Union républicaine | 9 276        | 70,58        |
|                | Henry Baboin              | Légitimiste        | 3 866        | 29,42        |
|                |                           |                    |              |              |
| Inscrits       | Inscrits                  | Inscrits           | 16 361       | 100,00       |
| Votants        | Votants                   | Votants            | 13 240       | 80,92        |
| Abstention     | Abstention                | Abstention         | 3 121        | 19,08        |
| Blancs et nuls | Blancs et nuls            | Blancs et nuls     | 98           | 0,74         |
| Exprimés       | Exprimés                  | Exprimés           | 13 142       | 99,26        |

### Arrondissement de Vienne

#### 1recirconscription
| Candidat       | Candidat       | Étiquette,         | Premier tour | Premier tour |
| Candidat       | Candidat       | Étiquette,         | Voix         | %            |
| -------------- | -------------- | ------------------ | ------------ | ------------ |
|                | Étienne Buyat  | Union républicaine | 13 434       | 72,55        |
|                | Harel          | Constitutionnels   | 5 078        | 27,42        |
|                | Divers         |                    | 4            | 0,02         |
|                |                |                    |              |              |
| Inscrits       | Inscrits       | Inscrits           | 22 937       | 100,00       |
| Votants        | Votants        | Votants            | 18 567       | 80,95        |
| Abstention     | Abstention     | Abstention         | 4 370        | 19,05        |
| Blancs et nuls | Blancs et nuls | Blancs et nuls     | 51           | 0,27         |
| Exprimés       | Exprimés       | Exprimés           | 18 516       | 99,73        |

#### 2ecirconscription
| Candidat       | Candidat        | Étiquette,          | Premier tour | Premier tour |
| Candidat       | Candidat        | Étiquette,          | Voix         | %            |
| -------------- | --------------- | ------------------- | ------------ | ------------ |
|                | Jean Couturier  | Gauche républicaine | 10 628       | 65,07        |
|                | Charles Jourdan | Légitimiste         | 5 704        | 34,93        |
|                |                 |                     |              |              |
| Inscrits       | Inscrits        | Inscrits            | 19 870       | 100,00       |
| Votants        | Votants         | Votants             | 16 378       | 82,43        |
| Abstention     | Abstention      | Abstention          | 3 492        | 17,57        |
| Blancs et nuls | Blancs et nuls  | Blancs et nuls      | 46           | 0,28         |
| Exprimés       | Exprimés        | Exprimés            | 16 332       | 99,72        |